# Падяк, Валерий Иванович
Валерий Иванович Падяк кандидат филологических наук (род. 13 июня 1959, Ужгород) — культурный деятель Закарпатья, книгоиздатель, журналист, историк литературы, сторонник русинской национальной ориентации.
В 1966—1976 годах учился в Ужгородской средней школе № 11, а затем в 1977—1982 годах на отделении русского языка Ужгородского государственного университета. В 1982—1986 годах работал учителем русского языка и литературы в Ужгородской средней школе № 7. В 1986—1992 был редактором школьных учебников в Закарпатском филиале Киевского издательства «Радянська школа». В то время написал (в соавторстве) несколько оригинальных школьных учебников для школ с венгерским языком обучения. Защитил диссертацию (1990) на тему «Русская классика в литературном процессе Закарпатской Украины (вторая пол. XIX — нач. XX веков)» под руководством профессора В. Л. Микитася, специалиста по литературе Подкарпатской Руси.
В 2000 году основал собственное «Издательство Валерия Падяка», которое в течение следующих двух десятилетий издало около 300 книг и приобрело известность за пределами Закарпатья тем, что издаёт литературу не только на украинском, но и на «непризнанном в Украине, но признанном в Европейском Союзе карпаторусинском» языке. Является автором и составителем более двух десятков монографий, университетских учебников, собраний сочинений карпаторусинских писателей, в том числе «Очерк истории карпаторусинской литературы» (Торонто, 2016), «Плаве кача по Тисині» (Ужгород, 2017), «История карпаторусинского национального театра и драматургии» (Пряшев, 2018), «А. Кралицкий. Сочинения» (Пряшев, 2019).

## Публикации
- Падяк В. И. Проблеми, здобутки та перспективи видавничої справи на Закарпатті в контексті сучасного русинського національно-культурного Відродження. Науковий вісник Ужгородського університету. Серія: Історія. Вип. 8, 2003. — С. 165—171.
- Падяк В. И. Русинськомовні видання у дзеркалі української статистики (1991—2002). Руснацький світ. Науково-популярний збірник. Т. 3, 2003. — С. 30—33.
- Падяк В. И. Закарпатье (Подкарпатская Русь): проблемы и особенности функционирования русинского литературного языка в контексте национального возрождения. В: А. Д. Дуличенко, С. Густавссон (ред.). Славянские литературные микроязыки и языковые контакты Материалы международной конференции, организованной в рамках Комиссии по языковым контактам при Международном Комитете славистов. Тарту: Издательство тартуского университета, 2006. — С. 265—284.
- Падяк В. И. Языкова сітуація на Підкарпатській Руси: проблемы и перспективы // Языкова култура і языкова норма в русиньскім языку — Jazyková kultúra a jazyková norma v rusínskom jazyku (Зборник рефератів із міджінародного научного семінаря Языкова култура і языкова норма в русиньскім языку, котрый ся одбыв 27. — 28. септембра 2007 на Пряшівскій універзітї в Пряшові.)  / зост. Анна Плїшкова. — Пряшів: Пряшівска універзіта в Пряшові. Інштітут реґіоналных і народностных штудій, 2007. — С. 73—84. — ISBN 978-80-8068-710-6.  (Дата обращения: 24 октября 2020)
- Падяк В. И. Русинська школа: відродження народної освіти. Ужгород: Вид-во В. Падяка, 2013.
- Падяк В. И. Літературный кошичок: Читанка, 2013.
- Падяк В. И. Став карпаторусинського языка в Украинi у перiод межи двома конґресами (2007—2015) // Русиньскый лiтературный язык на Словакiї. 20 років кодіфікації — Rusínsky spisovný jazyk na Slovensku. 20 rokov kodifikácie (Зборник рефератів з IV. Міджінародного конґресу русиньского языка. Пряшів, 23. — 25. 09. 2015)  / зост. i одп. ред. Кветослава Копорова. — Пряшів: Пряшівска універзіта в Пряшові. Інштітут русиньского языка і културы, 2015. — С. 139—156. — ISBN 978-80-555-1521-2.  (Дата обращения: 24 октября 2020)
- Paďak V. Odstúpenie Podkarpatskej Rusi Sovietskemu Zväzu v roku 1945 ako tragédia národnostnej menšiny podkarpatských Rusínov, ktorá trvá dodnes. Studium Carpato-Ruthenorum 2016: Študie z karpatorusinistiky 8, 2016. — S. 122—133.
- Падяк В. И. Повышение статуса карпаторусинского языка до уровня литературного (письменного) стандарта в Украине (2004—2014) // Славянская микрофилология (Slavica Tartuensia XI (Tartu Ülikool / Тартуский университет) — Slavic Eurasian Studies № 34)  / Под редакцией Александра Д. Дуличенко и Мотоки Номати[англ.]. — Sapporo, Tartu: Slavic-Eurasian Research Center[англ.], Hokkaido University; Slaavi Filoloogia Osakond, Tartu Ülikool, 2018. — С. 129—155. — ISBN 978-4-938637-94-1.  (Дата обращения: 24 октября 2020)